# Discografia de Pitbull
A discografia de Pitbull, rapper norte-americano, é formada por 9 álbuns de estúdio, 1 álbum de compilação, 80 singles, 40 participações especiais e 37 clipes.
O álbum de estréia do rapper "M.I.A.M.I.", foi lançado dia 3 de Agosto de 2004, e contém várias participações especiais, entre elas, Lil Jon que está em 4 faixas do cd. O álbum chegou a posição 14 no Billboard 200. Em 2005 lançou "Money Is Still a Major Issue", compilação com álguns remixes e faixas não lançadas do álbum anterior. "El Mariel", o segundo álbum de estúdio, foi lançado em 2006, e chegou ao 15º lugar nos EUA. O terceiro álbum chama-se "The Boalift", e foi lançado em 2007, tendo como destaque o single "The Anthem".
Em 2009, Pitbull lançou seu primeiro álbum por uma grande gravadora, "Rebelution", que chegou ao oitavo lugar nos EUA,  além de conseguir disco de ouro no Canadá e no México. O álbum contém o seu primeiro grande sucesso, "I Know You Want Me (Calle Ocho)". Depois do sucesso de "Rebelution", o rapper lançou seu primeiro álbum em espanhol, intitulado "Armando", e foi lançado dia 2 de Novembro de 2010.
O sexto álbum de estúdio, quinto em inglês, "Planet Pit", foi lançado dia 17 de Junho de 2011 e se tornou o álbum mais bem sucedido, conseguindo várias certificações. O primeiro single foi "Hey Baby (Drop It to the Floor)", parceria com T-Pain. O segundo single se tornou um dos maiores sucessos de 2011. Com a participação de Ne-Yo, Nayer e Afrojack a faixa "Give Me Everything" chegou ao primeiro lugar em várias países inclusive dos Estados Unidos, além de ser a quinta maior do ano no Billboard Hot 100. Posteriormente lançou mais dois sucessos de "Planet Pit", "Rain Over Me" com Marc Anthony e "International Love" com Chris Brown.

## Álbuns de Estúdio (Inglês)
| 2004                                                         | M.I.A.M.I. - Lançamento: 3 de Agosto de 2004 - Gravadora(s): TVT - Formato{s}: CD, Cassette, LP, Download digital                                      | 14 | 7  | —  | —  | —  | —  | —  | —  | —  | —  | —  | —  | - Ouro                                       |
| 2006                                                         | El Mariel - Lançamento: 30 de Outubro de 2006 - Gravadora(s): TVT, Bad Boy Latino - Formato(s): CD, LP, Download digital                               | 15 | 5  | —  | —  | —  | —  | —  | —  | —  | —  | —  | —  |                                              |
| 2007                                                         | The Boatlift - Lançamento: 27 de Novembro de 2007 - Gravadora(s): Poe Boy, TVT, Bad Boy Latino - Formato(s): CD, LP, Download digital                  | 50 | 13 | 96 | —  | 42 | —  | 74 | 27 | —  | —  | —  | 23 |                                              |
| 2009                                                         | Rebelution - Lançamento: 1 de Setembro de 2009 - Gravadora(s): Bad Boy Latino, Polo Grounds, J Records, Mrs 305 - Formato(s): CD, LP, Download digital | 8  | 5  | 34 | 65 | 20 | 3  | 90 | 24 | 88 | 6  | —  | 8  | - Ouro - Ouro                                |
| 2011                                                         | Planet Pit - Lançamento: 17 de Junho de 2011 - Gravadora(s): Polo Grounds, J, Mr. 305 - Formato(s): CD, Download digital                               | 7  | 3  | 6  | 5  | 3  | 4  | 5  | 13 | 17 | 12 | 11 | 2  | - Ouro - Ouro - Ouro - Platina - Ouro - Ouro |
| 2012                                                         | Global Warming - Lançamento: 19 de Novembro de 2012 - Gravadora(s): Polo Grounds, RCA, Mr. 305 - Formato(s): CD, Download digital                      | 14 | —  | 21 | 14 | 12 | 12 | 38 | 43 | 59 | —  | —  | 15 |                                              |
| 2014                                                         | Globalization - Lançamento: 2014 - Gravadora: ? - Formato: CD, Download digital                                                                        |    |    |    |    |    |    |    |    |    |    |    |    |                                              |
| "—" Não entrou na tabela musical ou não foi lançado no país. | |    |    |    |    |    |    |    |    |    |    |    |    |                                              |

## Álbuns de Estúdio (Espanhol)
| Ano  | Detalhes do Álbum | Posições nas Paradas | Posições nas Paradas | Posições nas Paradas | Posições nas Paradas | Certificações  |
| Ano  | Detalhes do Álbum | EUA                  | EUA Latin            | EUA Rap              | EUA Dig              | Certificações  |
| ---- | --- | -------------------- | -------------------- | -------------------- | -------------------- | -------------- |
| 2010 | Armando - Lançamento: 2 de Novembro de 2010 - Gravadora(s): Polo Grounds, J, Mr. 305 - Formato{s}: CD, Download digital | 65                   | 2                    | 6                    | 24                   | - Ouro (Latin) |

## Álbuns de Compilação
| Ano  | Detalhes do Álbum | Melhor Posição | Melhor Posição | Melhor Posição | Melhor Posição |
| Ano  | Detalhes do Álbum | EUA            | EUA R&B        | EUA Rap        | EUA Ind        |
| ---- | --- | -------------- | -------------- | -------------- | -------------- |
| 2005 | Money Is Still a Major Issue - Lançamento: 15 de Novembro de 2005 - Gravadora(s): TVT - Formato(s): CD, Download digital | 25             | 4              | 2              | 1              |

## Singles

### Como artista principal
| Ano  | Título                                                               | Melhor Posição | Melhor Posição | Melhor Posição | Melhor Posição | Melhor Posição | Melhor Posição | Melhor Posição | Melhor Posição | Melhor Posição | Melhor Posição | Melhor Posição | Melhor Posição | Certificações | Álbum                           |
| Ano  | Título                                                               | EUA            | EUA Rap        | ALE            | AUS            | CAN            | ESP            | FRA            | HOL            | IRL            | NZL            | RU             | SUI            | Certificações | Álbum                           |
| ---- | -------------------------------------------------------------------- | -------------- | -------------- | -------------- | -------------- | -------------- | -------------- | -------------- | -------------- | -------------- | -------------- | -------------- | -------------- | --- | ------------------------------- |
| 2004 | "Culo" (part. Lil Jon)                                               | 32             | 11             | —              | —              | —              | —              | —              | —              | —              | —              | —              | —              | | M.I.A.M.I.                      |
| 2004 | "That's Nasty" (part. Lil Jon & Fat Joe)                             | —              | —              | —              | —              | —              | —              | —              | —              | —              | —              | —              | —              | | M.I.A.M.I.                      |
| 2004 | "Back Up"                                                            | —              | —              | —              | —              | —              | —              | —              | —              | —              | —              | —              | —              | | M.I.A.M.I.                      |
| 2004 | "Toma" (part. Lil Jon)                                               | 108            | 21             | —              | —              | —              | —              | —              | —              | —              | —              | —              | —              | | M.I.A.M.I.                      |
| 2004 | "Dammit Man"                                                         | 119            | —              | —              | —              | —              | —              | —              | —              | —              | —              | —              | —              | | M.I.A.M.I.                      |
| 2005 | "Everybody Get Up" (part. Pretty Ricky)                              | —              | —              | —              | —              | —              | —              | —              | —              | —              | —              | —              | —              | | Money Is Still a Major Issue    |
| 2006 | "Bojangles"                                                          | 91             | —              | —              | —              | —              | —              | —              | —              | —              | —              | —              | —              | | El Mariel                       |
| 2006 | "Ay Chico (Lengua Afuera)"                                           | 92             | 19             | —              | —              | —              | —              | —              | —              | —              | —              | —              | —              | | El Mariel                       |
| 2006 | "Dime (Remix)" (part. Ken-Y)                                         | 116            | —              | —              | —              | —              | —              | —              | —              | —              | —              | —              | —              | | El Mariel                       |
| 2007 | "Be Quiet"                                                           | —              | —              | —              | —              | —              | —              | —              | —              | —              | —              | —              | —              | | El Mariel                       |
| 2007 | "Secret Admirer" (part. Lloyd)                                       | —              | —              | —              | —              | —              | —              | —              | —              | —              | —              | —              | —              | | The Boatlift                    |
| 2007 | "The Anthem" (part. Lil Jon)                                         | 36             | 8              | 72             | —              | —              | —              | —              | —              | —              | —              | —              | 64             | | The Boatlift                    |
| 2008 | "Go Girl" (part. Trina & Young Bo$$)                                 | 83             | 25             | —              | —              | —              | —              | —              | —              | —              | —              | —              | —              | | The Boatlift                    |
| 2008 | "Sticky Icky" (part. Jim Jones)                                      | —              | —              | —              | —              | —              | —              | —              | —              | —              | —              | —              | —              | | The Boatlift                    |
| 2008 | "Krazy" (part. Lil Jon)                                              | 30             | 11             | —              | 38             | 70             | —              | —              | —              | —              | —              | —              | 59             | - Ouro | Rebelution                      |
| 2009 | "I Know You Want Me (Calle Ocho)"                                    | 2              | 4              | 8              | 6              | 2              | 1              | 1              | 1              | 5              | 3              | 4              | 2              | - Ouro - Ouro - Platina - 3× Platina - 3× Platina - 2× Platina                                                                   | Rebelution                      |
| 2009 | "Blanco" (part. Pharrell Williams)                                   | —              | —              | —              | —              | —              | —              | —              | —              | —              | —              | —              | —              | | Trilha do Filme: Fast & Furious |
| 2009 | "Hotel Room Service"                                                 | 8              | 7              | 22             | 9              | —              | 33             | 14             | 29             | 11             | 11             | —              | 6              | - Platina - 2× Platina - Platina                                                                                                 | Rebelution                      |
| 2009 | "Shut It Down" (part. Akon)                                          | 42             | 17             | 30             | 18             | 23             | —              | —              | 30             | —              | —              | 33             | 41             | - Ouro - Platina | Rebelution                      |
| 2010 | "Can't Stop Me Now (part. The New Royales)                           | —              | —              | —              | —              | —              | —              | —              | —              | —              | —              | —              | —              | | Rebelution                      |
| 2010 | "Watagatapitusberry" (part. Sensato, Black Point, Lil Jon & El Cata) | —              | —              | —              | —              | —              | —              | —              | —              | —              | —              | —              | —              | | Armando                         |
| 2010 | "Maldito Alcohol" (com Afrojack)                                     | —              | —              | —              | —              | —              | —              | —              | —              | —              | —              | —              | —              | | Armando                         |
| 2010 | "Bon, Bon"                                                           | 61             | —              | 39             | —              | —              | 38             | —              | —              | —              | —              | —              | 47             | | Armando                         |
| 2010 | "Tu Cuerpo" (part. Jencarlos)                                        | —              | —              | —              | —              | —              | —              | —              | —              | —              | —              | —              | —              | | Armando                         |
| 2010 | "Hey Baby (Drop It to the Floor)" (part. T-Pain)                     | 7              | 8              | 24             | 10             | 10             | —              | 24             | —              | 32             | 23             | 34             | 21             | - 2× Platina - 3× Platina - Ouro                                                                                                 | Planet Pit                      |
| 2011 | "Give Me Everything" (part. Ne-Yo, Afrojack & Nayer)                 | 1              | 4              | 2              | 2              | 1              | 2              | 2              | 1              | 1              | 2              | 1              | 2              | - Platina - 5× Platina - Platina - Platina - Platina - Platina - 4× Platina - Platina - 2× Platina - Platina - Platina - Platina | Planet Pit                      |
| 2011 | "Rain Over Me" (part. Marc Anthony)                                  | 30             | 25             | 7              | 9              | 7              | 1              | 2              | 16             | 16             | 1              | 28             | 3              | - Ouro - Platina - Ouro - Ouro - Ouro                                                                                            | Planet Pit                      |
| 2011 | "International Love" (part. Chris Brown)                             | 13             | 15             | 21             | 15             | 10             | 3              | 6              | 35             | 8              | 7              | 10             | 13             | - Platina - Ouro | Planet Pit                      |
| 2012 | "Back in Time"                                                       | 11             | 20             | 5              | 4              | 4              | 35             | 3              | 84             | 15             | 10             | 21             | 6              | - Platina - 3× Platina - 3× Ouro - Ouro                                                                                          | Global Warming                  |
| 2012 | "Get It Started" (part. Shakira)                                     | 89             | —              | 31             | 31             | 42             | 14             | 57             | —              | —              | —              | 64             | 32             | - Ouro | Global Warming (Deluxe Edition) |
| 2012 | "Don't Stop the Party" (part. TJR)                                   | 17             | 3              | 23             | 15             | 8              | 12             | 174            | 85             | 20             | 23             | 13             | 59             | - Ouro - Platina | Global Warming                  |
| 2013 | "Feel This Moment" (part. Christina Aguilera)                        | 10             | 9              | 11             | 12             | 42             | 14             | 23             | —              | 33             | —              | 5              | 36             | | Global Warming                  |
| 2013 | "Outta Nowhere" (part. Danny Mercer)                                 | —              | —              | 67             | —              | —              | —              | —              | 76             | —              | —              | —              | —              | | Global Warming                  |
| 2013 | "Timber" (part. Ke$ha)                                               | 1              | 1              | 1              | 4              | 1              | 6              | 8              | —              | 3              | 3              | —              | 3              | - 2× Platina - 2× Platina - Ouro - Platina                                                                                       | Global Warming - Meltdown       |
| 2014 | "Wild Wild Love" (part. G.R.L.)                                      | 30             | 2              | —              | 10             | 22             | —              | 90             | 87             | —              | 25             | 6              | —              | | Globalization                   |

### Como artista convidado
| 2005                                                         | "Shake" (Ying Yang Twins part. Pitbull)                                              | 42  | —  | —  | —  | —  | —  | —  | —  | —  | 42  | —  | U.S.A. (United State of Atlanta) |
| 2005                                                         | "Hit the Floor" (Twista part. Pitbull)                                               | 94  | —  | —  | —  | —  | —  | —  | —  | —  | —   | —  | The Day After                    |
| 2006                                                         | "Get Freak" (Play-N-Skillz part. Pitbull)                                            | —   | —  | —  | —  | —  | —  | —  | —  | —  | —   | —  | (Sem Álbum)                      |
| 2006                                                         | "Kamasutra" (Adassa part. Pitbull)                                                   | —   | —  | —  | —  | —  | —  | —  | —  | —  | —   | —  | Kamasutra: Coleccion De Lujo     |
| 2006                                                         | "Holla at Me" (DJ Khaled part. Lil Wayne, Paul Wall, Fat Joe, Rick Ross, e Pitbull)  | 59  | —  | —  | —  | —  | —  | —  | —  | —  | —   | —  | Listennn... the Album            |
| 2006                                                         | "Born-n-Raised" (DJ Khaled part. Trick Daddy, Rick Ross, e Pitbull)                  | 83  | —  | —  | —  | —  | —  | —  | —  | —  | —   | —  | Listennn... the Album            |
| 2007                                                         | "Crazy" (Lumidee part. Pitbull)                                                      | —   | 35 | —  | —  | —  | 53 | —  | —  | —  | 74  | —  | Unexpected                       |
| 2008                                                         | "Mi Alma Se Muere" (Fuego part. Omega e Pitbull)                                     | —   | —  | —  | —  | —  | —  | —  | —  | —  | —   | —  | The Chosen Few III: The Movie    |
| 2008                                                         | "Move Shake Drop" (DJ Laz part. Flo Rida, Casely, e Pitbull)                         | 56  | —  | —  | —  | —  | —  | —  | —  | —  | —   | —  | Category 6                       |
| 2009                                                         | "Feel It" (DJ Felli Fel part. T-Pain, Sean Paul, Flo Rida, e Pitbull)                | —   | —  | —  | —  | —  | —  | —  | —  | —  | —   | —  | Go DJ!                           |
| 2009                                                         | "Shooting Star" (David Rush part. Kevin Rudolf, LMFAO, e Pitbull)                    | —   | —  | —  | 66 | —  | —  | —  | —  | —  | —   | —  | Feel the Rush Vol. 1             |
| 2009                                                         | "Now I'm That Bitch" (Livvi Franc part. Pitbull)                                     | 124 | —  | —  | —  | —  | —  | —  | —  | 24 | 40  | —  | Underground Sunshine             |
| 2009                                                         | "Outta Control" (Baby Bash part. Pitbull)                                            | 112 | —  | —  | —  | —  | —  | —  | —  | —  | —   | —  | (Sem Álbum)                      |
| 2009                                                         | "Fresh Out the Oven" (Jennifer Lopez part. Pitbull)                                  | —   | —  | —  | —  | —  | —  | —  | —  | —  | —   | —  | Love?                            |
| 2009                                                         | "Future Love" (Kristinia DeBarge part. Pitbull)                                      | 125 | —  | —  | —  | —  | —  | —  | —  | —  | —   | —  | Exposed                          |
| 2009                                                         | "Ni Rosas Ni Juguetes (Remix)" (Paulina Rubio part. Pitbull)                         | —   | —  | —  | —  | —  | —  | —  | —  | —  | —   | —  | Gran City Pop Edição Especial    |
| 2009                                                         | "Now You See It (Shake That Ass)" (Honorebel part. Pitbull e Jump Smokers)           | —   | —  | —  | —  | —  | —  | —  | —  | —  | —   | —  | (Sem Álbum)                      |
| 2010                                                         | "Egoísta" (Belinda part. Pitbull)                                                    | —   | —  | —  | —  | —  | —  | —  | —  | —  | —   | —  | Carpe Diem                       |
| 2010                                                         | "Armada Latina" (Cypress Hill part. Marc Anthony e Pitbull)                          | 106 | —  | —  | 96 | —  | —  | —  | —  | —  | —   | —  | Rise Up                          |
| 2010                                                         | "All Night Long" (Alexandra Burke part. Pitbull)                                     | —   | 60 | 48 | —  | —  | —  | 24 | 1  | —  | 4   | 60 | Overcome                         |
| 2010                                                         | "I Like It" (Enrique Iglesias part. Pitbull)                                         | 4   | 10 | 2  | 1  | 4  | 2  | 13 | 4  | 7  | 3   | 6  | Euphoria                         |
| 2010                                                         | "Rock It Like It's Spring Break" (Jump Smokers part. Pitbull)                        | —   | —  | —  | —  | —  | —  | —  | —  | —  | —   | —  | Kings of the Dancefloor!         |
| 2010                                                         | "Oye Baby" (Nicola Fasano part. Pitbull)                                             | —   | —  | —  | —  | —  | —  | —  | —  | —  | —   | —  | Planet Pit (Deluxe Edition)      |
| 2010                                                         | "DJ Got Us Fallin' In Love" (Usher part. Pitbull)                                    | 4   | 5  | 3  | 2  | 11 | 3  | 5  | 6  | 4  | 7   | 4  | Versus                           |
| 2010                                                         | "One Thing Leads to Another" (Ray J part. Pitbull)                                   | —   | —  | —  | —  | —  | —  | —  | —  | —  | —   | —  | Raydiation 2                     |
| 2010                                                         | "Zun Zun Rompiendo Caderas (Remix)" (Wisin & Yandel part. Pitbull & Tego Calderón)   | —   | —  | —  | —  | —  | —  | —  | —  | —  | —   | —  | Los Vaqueros: El Regreso         |
| 2011                                                         | "On the Floor" (Jennifer Lopez part. Pitbull)                                        | 3   | 1  | 1  | 1  | 1  | 1  | 7  | 1  | 2  | 1   | 1  | Love?                            |
| 2011                                                         | "Rabiosa" (Shakira part. Pitbull)                                                    | 110 | 26 | —  | 38 | 1  | 6  | 46 | —  | —  | —   | 3  | Sale el Sol                      |
| 2011                                                         | "Boomerang" (DJ Felli Fel part. Akon, Pitbull & Jermaine Dupri)                      | —   | —  | —  | —  | —  | —  | —  | —  | —  | —   | —  | Go DJ!                           |
| 2011                                                         | "Suave (Kiss Me)" (Nayer part. Pitbull & Mohombi)                                    | —   | —  | —  | 34 | —  | 49 | —  | —  | —  | —   | —  | (A Ser Lançado)                  |
| 2011                                                         | "Danza Kuduro (Throw Your Hands Up)" (Lucenzo & Qwote part. Pitbull e Don Omar)      | —   | —  | 4  | —  | —  | —  | —  | 31 | —  | 13  | —  | (Sem Álbum)                      |
| 2011                                                         | "Pass at Me" (Timbaland part. Pitbull)                                               | 104 | 27 | 89 | —  | —  | —  | —  | 37 | —  | 40  | —  | Shock Value III                  |
| 2011                                                         | "I Like How It Feels" (Enrique Iglesias part. Pitbull)                               | 74  | —  | 26 | 11 | 14 | —  | 76 | —  | 19 | 135 | —  | (Sem Álbum)                      |
| 2011                                                         | "We Run the Night (Remix)" (Havana Brown part. Pitbull)                              | 103 | —  | —  | 69 | —  | —  | —  | —  | —  | —   | —  | (A Ser Lançado)                  |
| 2011                                                         | "Bailando Por El Mundo" (Juan Magan part. Pitbull e El Cata)                         | —   | —  | —  | —  | —  | —  | —  | —  | —  | —   | —  | (A Ser Lançado)                  |
| 2011                                                         | "U Know It Ain't Love" (RJ part. Pitbull)                                            | —   | 49 | —  | —  | —  | —  | 18 | —  | —  | —   | 43 | (A Ser Lançado)                  |
| 2012                                                         | "Raise the Roof" (Hampenberg & Alexander Brown part. Pitbull, Fatman Scoop e Nabiha) | —   | —  | —  | —  | —  | —  | —  | —  | —  | —   | —  | (A Ser Lançado)                  |
| 2012                                                         | "Crazy People" (Sensato part. Pitbull e Sak Noel)                                    | —   | —  | —  | —  | —  | —  | —  | —  | —  | —   | —  | (A Ser Lançado)                  |
| 2012                                                         | "Name of Love" (Jean-Roch part. Pitbull e Nayer)                                     | —   | —  | —  | —  | —  | —  | —  | —  | —  | —   | —  | Music Saved My Life              |
| 2012                                                         | "Rock the Boat" (Bob Sinclar part. Pitbull, Dragonfly & Fatman Scoop)                | —   | —  | —  | —  | —  | 22 | —  | —  | —  | —   | 41 | Disco Crash                      |
| 2018                                                         | "I Feel So Free With You" (Britney Spears com part. de Pitbull e Marc Anthony)       | —   | —  | —  | —  | —  | —  | —  | —  | —  | —   | —  | (A Ser Lançado)                  |
| "—" Não entrou na tabela musical ou não foi lançado no país. |                                                                                      |     |    |    |    |    |    |    |    |    |     |    |                                  |

### SinglesPromocionais
| 2006                                                         | "Fuego"                                     | —  | —  | —  | —  | —  | —  | — | El Mariel  |
| 2010                                                         | "Vida 23"                                   | —  | —  | —  | —  | —  | —  | — | Armando    |
| 2011                                                         | "Pause"                                     | 73 | 73 | 23 | 42 | —  | 96 | — | Planet Pit |
| 2011                                                         | "Shake Señora" (part. T-Pain & Sean Paul)   | 69 | —  | 33 | —  | 40 | —  | — | Planet Pit |
| 2011                                                         | "Castle Made of Sand" (part. Kelly Rowland) | —  | —  | —  | —  | 37 | —  | — | Planet Pit |
| "—" Não entrou na tabela musical ou não foi lançado no país. |                                             |    |    |    |    |    |    |   |            |

## Videoclipes
| Ano  | Título                                                             | Diretor(es)                   |
| ---- | ------------------------------------------------------------------ | ----------------------------- |
| 2004 | "Culo" (com Lil Jon)                                               | Coodie and Chike              |
| 2004 | "Dammit Man"                                                       | Flyy Kai                      |
| 2005 | "Toma" (com Lil Jon)                                               | Jessy Terrero e Lil Jon       |
| 2005 | "Everybody Get Up" (com Pretty Ricky)                              | Dr.Teeth                      |
| 2006 | "Bojangles"                                                        | Marcus Raboy e Lil Jon        |
| 2006 | "Be Quiet"                                                         |                               |
| 2006 | "Ay Chico (Lengua Afuera)"                                         | Bernard Gourley               |
| 2007 | "Go Girl" Trina and Young Boss                                     | David Rousseau                |
| 2007 | "Secret Admirer" (com Lloyd)                                       | David Rousseau                |
| 2008 | "The Anthem" (com Lil Jon)                                         | David Rousseau                |
| 2008 | "Krazy" (com Lil Jon)                                              | David Rousseau                |
| 2009 | "I Know You Want Me (Calle Ocho)"                                  | David Rousseau                |
| 2009 | "Blanco" (com Pharrell Williams)                                   | Dereck Janniere e Paul Hunter |
| 2009 | "Hotel Room Service"                                               | David Rousseau                |
| 2009 | "Shut It Down" (com Akon)                                          | David Rousseau                |
| 2009 | "Cant Stop Me Now" (com The New Royales)                           | David Rousseau                |
| 2009 | "Pearly Gates" (com Nayer)                                         | David Rousseau                |
| 2009 | "Watagatapitusberry" (com Sensato, Black Point, Lil Jon e El Cata) | David Rousseau                |
| 2010 | "Maldito Alcohol"                                                  | David Rousseau                |
| 2010 | "Bon, Bon"                                                         | David Rousseau                |
| 2010 | "Tu Cuerpo" (com Jencarlos)                                        | David Rousseau                |
| 2010 | "Hey Baɮʏ (Drop It to the Floor)" (com T-Pain)                     | David Rousseau                |
| 2011 | "Give Me Everything" (com Ne-Yo, Nayer e Afrojack)                 | David Rousseau                |
| 2011 | "Rain Over Me" (com Marc Anthony)                                  | David Rousseau                |
| 2011 | "International Love" (com Chris Brown)                             | David Rousseau                |
| 2011 | "Latinos In Paris" (com Sensato)                                   | Armando Pérez                 |